# Prima Donna (banda dos Estados Unidos)
Prima Donna é uma banda de rock and roll de Los Angeles formada em 2003 pelo vocalista e guitarrista Kevin Preston (primeiramente dos The Skulls), pelo saxofonista e tecladista Aaron Minton, pelo baterista David S. Field e pelo baixista "Lights Out" Levine. 
Os Prima Donna contam atualmente com mais de 700 concertos em 3 continentes, incluindo tournés frequentes em nome próprio na Europa e Estados Unidos. Já fizeram também a primeira parte de concertos de bandas como Green Day, Adam Ant, Eddie & The Hot Rods, Texas Terri Bomb!, entre outros.

## Membros
- Kevin Preston - vocal, guitarra
- Aaron Minton - saxofone, teclado
- David S. Field - bateria, percussão
- "Lights Out" Levine - baixo

## Discografia

### Álbuns
- Kiss Kiss (2005)
- After Hours (2008)
- Bless This Mess (2012)
- Vinyl Cuts & Other Pieces (2014)

### Singles
- Eat Your Heart Out (2004)
- Feral Children (2011)
- Like Hell (2013)
- Living in Sin (2014)